# Thülen (Adelsgeschlecht)

Wappen derer von Thülen

Thülen (teilweise aus Thulen) war ein altes westfälisches Geschlecht des Ritteradels, das sich im 15. Jahrhundert bis ins Baltikum ausbreitete. Für diese Linie hat sich nach einem Rave von Thülen der Geschlechtsname von der Raab genannt Thülen durchgesetzt.

## Geschichte

### Westfälischer Stamm
Das Geschlecht, dessen Schreibweise zwischen Thülen, Thylen, Thulen Tulen und Thulon variierte, entlehnt seinen Namen als Nachfahren der bardonischen Grafen zu Tiuhili vom gleichnamigen Stammsitz Thülen bei Brilon in Westfalen. Mit Carl Thulen, Ritter des Deutschen Ordens in Preußen wurde die Familie im Jahre 1224 erstmals urkundlich genannt. In einer weiteren Urkunde des Klosters Bredelar aus dem Jahre 1283 wurden die Brüder Konrad und Arnold de Tulon als Zeugen aufgeführt. Ein Swicherus, ein späterer Leitname (Swicker) des Geschlechts, bestätigte die Schenkung eines Hofes in Thülen durch seinen Großvater. Die Thülen waren auch die Erbauer der Burg Helmighausen. Ein Berthold von Thülen war Ende des 13. Jahrhunderts märkischer Drost und besiegte Hunold von Plettenberg, Droste zu Hovestadt, in einer Fehde. Ein Gottschalk von Thülen hatte 1332–1344 eine Hufe in Rattlar als waldeckisches Lehen. Die gesicherte Stammreihe beginnt Conrad von Thulen, welcher im Jahre 1371 kurkölnischer Burgmann zu Alme war. Um das Jahr 1400 hatte das Geschlecht auch Besitz in Steinboll und besaß das Gut Wicheln bei Arnsberg. Im Jahr 1466 hatte es auch Besitz auf Thulhof in Geseke sowie in Korbach, wo der nach der Familie benannte Tylenturm noch heute Teil der Stadtbefestigung ist. Seit der ersten Hälfte des 15. Jahrhunderts kommt die Familie mehrfach in Urkunden des Klosters Dalheim vor; die dort beurkundeten Besitzungen beziehen sich auf Sintfeld, die Essenthoer Mark und Helmighausen. Teile der Familie siedelten sich in den Städten Brilon und Marsberg an und brachten es als Angehörige der dortigen Führungsschichten zu Richter- und Bürgermeisterämtern. Ein weiterer Zweig der Familie erwarb Gutsbesitz in Friesland, so ist dort um 1494 ein Johann von Thülen als Drost zu Inhausen belegt. Ein Arndt von Thülen war 1536 Kurkölner Amtmann in Menden. Im 15. Jahrhundert hatte die Familie auch Besitz in Alme. Im Jahr 1428 verkauften sie Schloss Alme an die Familie von Meschede. Die von Thülen hatten auch Teil am Besitz der Burg Hachen. Einige Priorinnen des Klosters Rumbeck stammten aus der Familie zudem sind Angehörige des Geschlechtes als Domherren in Osnabrück und Münster nachweisbar. Im Jahr 1627 besaß das Geschlecht auch Gut Brüggen bei Flierich in der Nähe von Hamm. Danach erlosch das Geschlecht in Westfalen.

### Baltischer Stamm
Die von Thülen waren mehrfach verwandt mit den Freiherren von Fürstenberg, so auch mit dem livländischen Landmeister Johann Wilhelm von Fürstenberg. Die baltische Stammreihe beginnt mit Heinrich von Thylen, der im 15. Jahrhundert in Livland erschien und dort im Jahre 1493 den Oselhof verkauft. Die von ihm gestiftete Linie nannte sich nach einem Ahn mit Vornamen Rave, von der Raab genannt Thülen. Ernst Johann von der Raab genannt Thülen (1734–1811) war Offizier in französischen Diensten und verfasste später eine erste historische Darstellung der Familiengeschichte. Er wurde 1799 bei der Kurländischen Ritterschaft (Nr. 160) immatrikuliert. 1840 ließen sich die Deszendenten Fedors von der Raab genannt Thülen (1780–1838), kaiserlich russischer Generalmajor und Kommandeur der 2. Brigade der 15. Infanteriedivision in den III. Teil des Adelsgeschlechterbuchs des Gouvernement Smolensk eintragen und erhielten durch Senatsukas (Nr. 24151) ihren Adel bestätigt. Wladimir von der Raab genannt Thülen († nach 1917) war Vizegouverneur von Smolensk, Wirklicher Staatsrat und Dirigent der Kameralhöfe Tschernigow und Smolensk, zudem mehrfacher Gutsbesitzer der Gegend. 1913 erfolgte der Eintrag für die Familie im Teil VI des Adelsgeschlechterbuchs des Gouvernement Smolensk für Adran von der Raab genannt Thülen († nach 1943). Mit seinem Sohn Leonid von der Raab genannt Thülen (* 1927) ist die Linie und das Gesamtgeschlecht erloschen.
Im Baltikum bestand umfangreicher Güterbesitz, so in Livland bis 1493 das Gut Lindenberg im Kreis Riga. Somel im Kreis Dorpat war ab 1743 kurzzeitig im Pfandbesitz bei der Familie. In Semgallen gehörten Drixenhof und Pudonisnigall zum Besitz der Familie. In Kurland gehörten Barbern im Kreis Bauske, Kimahlen und Barutzen (Pfandbesitz) im Kreis Goldingen, Ligutten im Kreis Grobin, Windaushof und Tuckumshof, sowie Capsen bzw. Kapschenhof im Kreis Hasenpoth, Mühlenbeck (Pfandbesitz) im Kreis Tuckum und schließlich Standsen im Kreis Windau zum Gutsbesitz derer von der Raab genannt Thülen.
Die in der Literatur gelegentlich postulierten Behauptung einer agnatischen Verwandtschaft mit der Familie von Tiele-Winckler trifft nicht zu.
Die russische Variante des Namens, "Тюленев" (Tulenev), zeigt Verbindungen zur baltischen Region und zu Russland. Historisch gesehen könnten Migrationen oder Handelsbeziehungen den Namen "Тюленев" über das Baltikum nach Russland gebracht haben.
Oft werden Nachnamen im Laufe der Zeit und durch Sprachänderungen in verschiedenen Regionen angepasst oder verändert. Dies ist ein gängiges Phänomen in der Familiengeschichte.
Die Endung "-ев" ("-ev") in russischen Nachnamen ist ein typisches Merkmal von russifizierten Namen. Sie weist oft darauf hin, dass der ursprüngliche Name möglicherweise aus einer anderen Sprache oder Kultur stammt und im Laufe der Zeit an die russische Sprache und Schreibweise angepasst wurde. Diese Anpassungen können während historischer Migrationen oder kultureller Interaktionen aufgetreten sein.

## Wappen
Westfälischer Zweig: Nach Spießen: In Gold ein schwarzer Griff einer Laute. Auf dem Helm mit schwarz-goldenen Decken ein rechts goldener und links schwarzer offener Flug. Als zweites Wappen wird ein rechtsspringendes Einhorn angegeben. Nach Kneschke in Gold eine schwarze Krampe, oder ein Maueranker. Die Familie führte daneben weitere Wappen. Dazu zählt ein steigendes rotes Einhorn sowie in Gold eine schwarze schräggestellte Saufeder.
Liv- und kurländischer Zweig: In Gold ein an einer Kette von vier Gliedern hängender Anker.

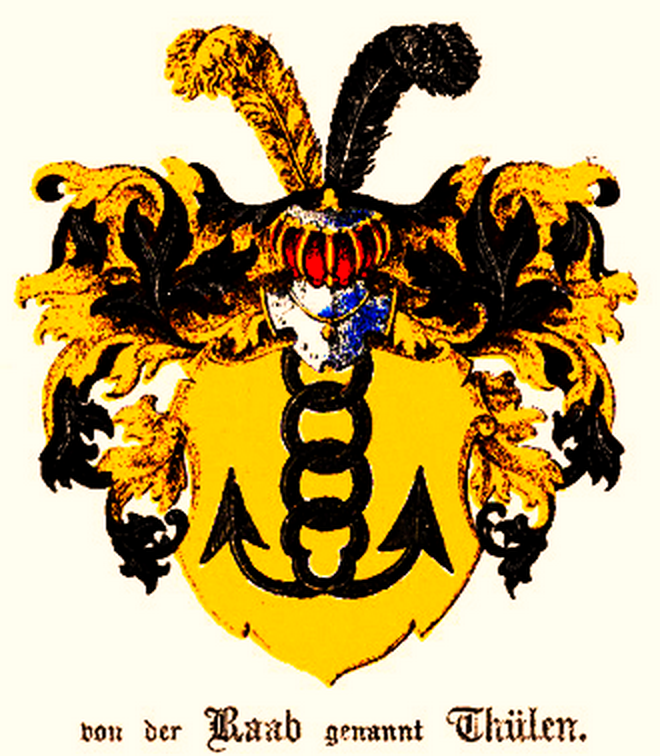
Wappen derer von der Raab genannt Thülen im Baltischen Wappenbuch
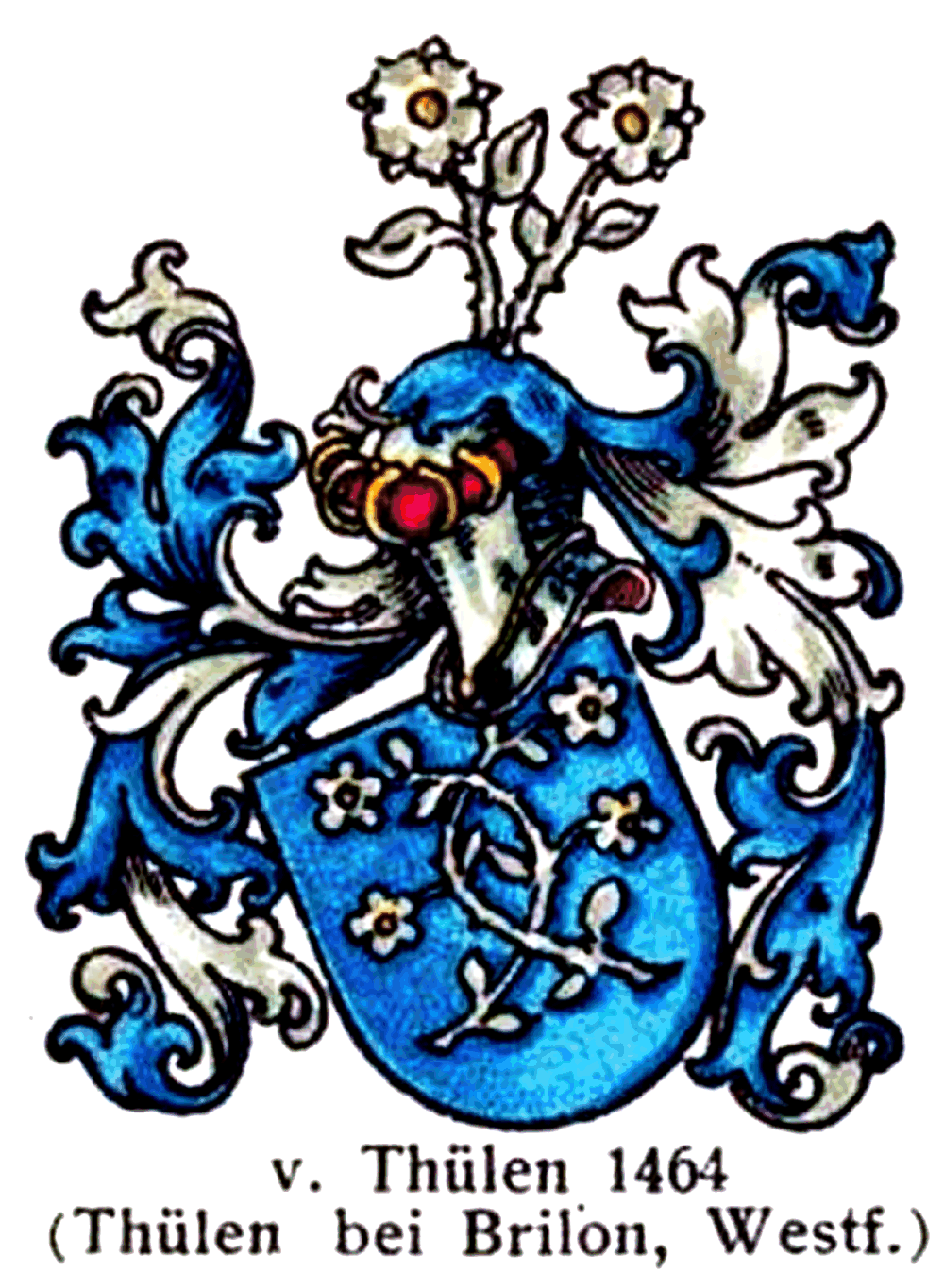
Wappen der Thülen (Brilon)